# 潘迪卡
潘迪卡（馬來語發音：[pen.dé.kar]）是个马来语词汇，指精通武艺（尤其是指席拉）的剑术或武术大师。 原则上，并非所有的武术师都能拥有此头衔，过去必须是由马来王室正式授予，类似于一种勋爵；或是受到广大民众的深厚尊崇，而由民间非正式授予称号， 后者在今时今日可能更为常见，尤其是在东南亚以外的地区。

## 英雄
潘迪卡是一名战士，通常用于民间传说中的英雄，几乎所有的英雄人物都被描述为战士，因为他们武艺高强、品德高尚，并勇于保卫平民，反抗压迫的统治者。

## 武术大师
潘迪卡是马来武术流派的一个头衔，是仅次于马哈古鲁（mahaguru）的最高荣誉头衔，必须精通马来武术的不同层面，包括：套路和技巧、实战、哲学和传统医学。潘德卡不仅是一名教练或专业武者，还必须是一名战士或传统医者，以及马来武术文化和智慧的实践者，不同流派对这些层面的侧重点可能各不相同，有些流派体系比较注重于格斗技巧，有些流派体系则更注重于提升精神层面。
冥想和内修可以平衡战士的武术技能，这种概念在北马和泰南地区称为“jantan betina”，相当于中国哲学的阴阳观念。 印度-马来民间传说只有通过禁食，然后在树下冥想才能获得深奥的知识，所以过去的武术修炼者会在洞穴、丛林或墓地，进行长时间的冥想和禁食，这样就会克服对死亡的恐惧；潘迪卡凭借这种心态，无论是手无寸铁还是寡不敌众，都能时刻做好战斗的准备。
据说，技艺高超的潘德卡无需任何武器，只需凭借气势便可制服对手；或是能够通过集中力量，不与对手发生肢体接触便可攻击对手，远距离攻击要害，甚至在对手浑然不知的情况下使其心脏骤停。
潘德卡还必须熟悉传统的按摩治疗方法，因为它与捶击“穴位”（Sentuhan）相关，传统上可以用于攻击或治疗，例如：止血或促进能量循环；一些师傅也可能精通草药或正骨，具备护理受伤学生恢复健康的能力。